# Mount Robertson (Viktorialand)
Mount Robertson ist ein 1600 m hoher Eisdom an der Borchgrevink-Küste des ostantarktischen Viktorialands. Er ragt südlich des Quarterdeck Ridge am Kap Wheatstone, dem südöstlichen Ende der Hallett-Halbinsel, auf. Von hier bieten sich imposante Ausblicke auf die Admiralitätsberge, die Victory Mountains und auf den Tucker-Gletscher.
Das New Zealand Antarctic Place-Names Committee benannte ihn nach dem Geophysiker Edwin Ian Robertson (1919–2022), Vorsitzender des neuseeländischen Ausschusses zum Internationalen Geophysikalischen Jahr (1957–1958) und Initiator der New Zealand Geological Survey Antarctic Expedition.